# Hennebach
Hennebach ist ein Ortsteil von Bad Brambach im sächsischen Vogtlandkreis.

## Lage
Die Streusiedlung Hennebach liegt direkt an der deutsch-tschechischen Grenze und damit an der Grenze des sächsischen zum böhmischen Vogtland. Grenzbach an diesem Grenzabschnitt ist der Hennebach. Nördlich von Hennebach liegt die Hennebachmühle. Westlich von Hennebach liegt Rohrbach, ein Ortsteil von Bad Brambach, dessen Gemeindegebiet den südlichsten Bereich des Vogtlandkreises darstellt. Direkt südlich, jedoch nicht über offizielle Grenzübergänge direkt erreichbar, liegen Fleißen mit Ermesgrün, Watzkenreuth und westlicher die Flußhäuser und Schönbach. Nördlich liegt ebenfalls nicht direkt erreichbar Landwüst, ein Ortsteil Markneukirchens.

## Geschichte
Hennebach ist spätestens 1577 als Hennepach erstmals erwähnt. Spätere Ortsnamensformen sind bereits Hennebach (1591, 1630). 1634 ist der Hammermeister in Hennebach erwähnt. Bereits 1791 war der Ort dem Rittergut Brambach zugehörig und gehörte dem Amt Voigtsberg an. Später gehörte der Ort zum Gerichtsamt Adorf und dann zur Amtshauptmannschaft und zum (Land-)Kreis Oelsnitz, bis dieser 1996 im Vogtlandkreis aufging. Seit 1992 gehört Hennebach mit Rohrbach zu Bad Elster.
| Jahr          | 1834 | 1871 | 1890 |
| ------------- | ---- | ---- | ---- |
| Einwohnerzahl | 22   | 27   | 25   |

## Belege
1. ↑  Hennebach – HOV | ISGV. Abgerufen am 23. August 2023.